# Rockstar (sång)
Rockstar är en låt av Nickelback som släpptes i Europa i november 2007. Låten handlar om drömmen att bli en stor rockstjärna och få en massa pengar. Videon innehåller blandade folk som mimar till låten, både okända människor och kändisar som t.ex. Paul Wall, Nelly Furtado, Gene Simmons, Paul Teutul, Sr, Paul Teutul, Jr och Michael Teutul från Orange County Choppers, Ted Nugent, Federico Castelluccio från Sopranos samt hockeyspelaren Wayne Gretzky. 
Billy Gibbons från ZZ Top medverkar med sin röst i låten och deltar också i videon.
Låten blev nummer 85 på Trackslistans årslista för 2008.